# Ancien cimetière de Wissous
L,ancien cimetière de Wissous est un cimetière situé à Wissous dans le département de l'Essonne, en France.

## Description
L'entrée principale se trouve à l'arrière de l'hôtel de ville.

## Historique
Sa création est antérieure à 1838.
S'y trouvait autrefois le monument aux morts de la commune, qui fut séparé en deux : le socle resta dans le cimetière et la colonne réutilisée pour un nouveau monument.

## Personnalités

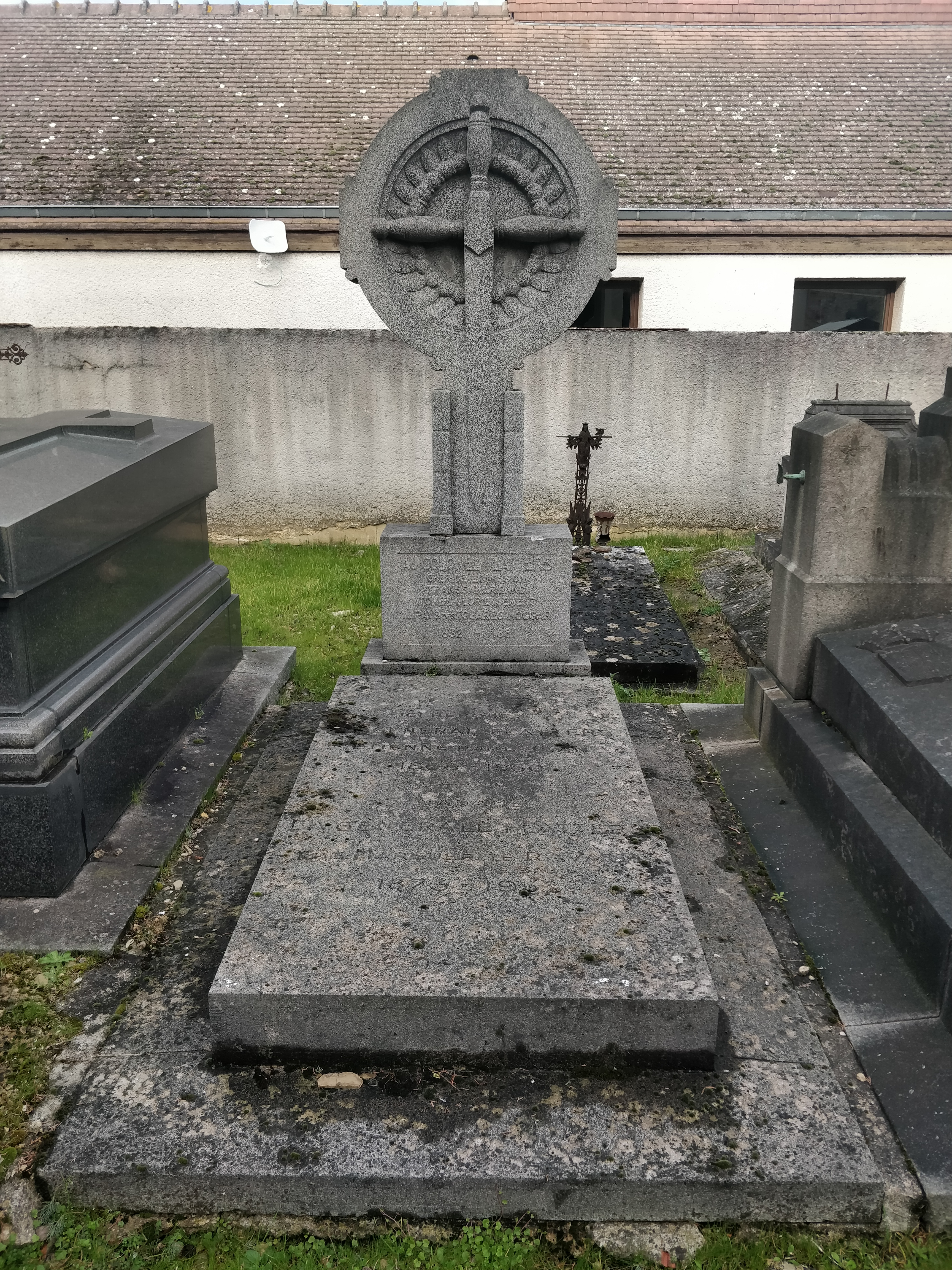
Tombe (cénotaphe) de Paul Flatters, février 2020.

- L'explorateur militaire Paul Flatters (cénotaphe)[3].
- Général Xavier de Gressot (-1896)[4], qui a donné son nom à une rue de la ville : la rue du Général-de-Gressot[5].